# Пундолово
Пу́ндолово (фин. Puntala) — упразднённая деревня на территории Заневского городского поселения Всеволожского района Ленинградской области.

## Географическое положение
Была расположена в юго-западной части района на Колтушской возвышенности, на 5-м километре Колтушского шоссе, к северу от деревни Суоранда.

## История
Упоминается как деревня Пундорова на карте окружности Санкт-Петербурга 1810 года и карте Санкт-Петербургской губернии Ф. Ф. Шуберта 1834 года.

ПУНДАЛОВА — деревня принадлежит ротмистру Александру Чоглокову, жителей по ревизии 5 м. п., 7 ж. п. (1838 год)

На Плане генерального межевания Шлиссельбургского уезда обозначена как деревня Пундолова.
В пояснительном тексте к этнографической карте Санкт-Петербургской губернии П. И. Кёппена 1849 года она записана как деревня Pundala (Пундалова), а также указано количество её жителей на 1848 год: савакотов — 5 м. п., 10 ж. п., всего 15 человек.

ПУНДАЛОВА — деревня г. Чоглокова, по просёлкам, 2 двора, 5 душ м. п. (1856 год)

Число жителей деревни по X-ой ревизии 1857 года: 3 м. п., 6 ж. п..

ПУНДОЛОВО (ПОНДЕЛЕВО) — деревня владельческая, при колодцах, 2 двора, 3 м. п., 6 ж. п. (1862 год)

Согласно подворной переписи 1882 года в деревне Пундалево проживали 2 семьи, число жителей: 3 м. п., 3 ж. п., все лютеране, разряд крестьян — собственники, а также пришлого населения 6 семей, в них: 13 м. п., 10 ж. п., все лютеране.

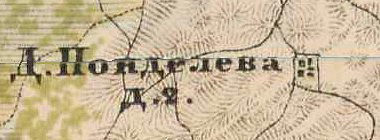
План деревни Пундолово. 1885 год

В 1885 году два крестьянских двора в деревне (или 100 % всех дворов) занимались молочным животноводством.
В 1893 году, согласно карте Шлиссельбургского уезда, деревня Пундолово также насчитывала 2 крестьянских двора.

ПУНДОЛОВО — починок на земле Ильиных 8 дворов, 23 м. п., 24 ж. п., всего 47 чел.

ПУНДОЛОВО (ПУНДАЛОВО) — посёлок, на земле Янинского сельского общества, при просёлочной дороге 1 двор, 5 м. п., 3 ж. п., всего 8 чел.(1896 год)

В конце XIX — начале XX века деревня административно относилась к Колтушской волости 2-го стана Шлиссельбургского уезда Санкт-Петербургской губернии. Население деревни было однородным — финским. Тогда же была образована соседняя деревня Суоранда.
В 1909 году в деревне было 2 двора.
Согласно церковным регистрационным книгам Колтушского лютеранского прихода 1905—1929 годов деревня называлась Пунталово. Часть населения деревни составляли переселенцы и потомки переселенцев из Финляндии, так называемые «финляндские карелы».

ПУНДОЛОВО — деревня Борского сельсовета, Ленинской волости, 17 хозяйств, 71 душа.
 
Из них: финнов-ингерманландцев — 10 хозяйств, 42 души; финнов-суоми — 7 хозяйств, 29 душ; (1926 год)

План деревни Пундолово. 1931 год

По административным данным 1933 года деревня Пундолово относилась к Колтушскому финскому национальному сельсовету.
В 1938 году население деревни составляло 86 человек, все финны.

ПУНДОЛОВО — деревня Колтушского сельсовета, 236 чел. (1939 год)

В 1940 году деревня насчитывала 14 дворов, население деревни также составляло 236 человек.
В 1942 году финское население деревни Пундолово подверглось депортации по национальному признаку.
В справочнике административно-территориального деления Ленинградской области 1966 года не значится.
В послевоенные годы в Пундолове располагался пионерский лагерь. На его западной окраине находилось небольшое озеро.
В конце 1980-х годов деревня ещё обозначалась на картах как безымянная группа домов.
Сейчас — урочище Пундолово, место расположения Пундоловского муниципального кладбища. В соседней деревне Хирвости существует улица Пундоловская.

## Административное подчинение
- с 1 марта 1917 года — в Хирвостском сельсовете Колтушской волости Шлиссельбургского уезда.
- с 1 февраля 1923 года — в Хирвостском сельсовете Ленинской волости Ленинградского уезда.
- с 1 февраля 1924 года — в Борском сельсовете.
- с 1 августа 1927 года — в Борском сельсовете Ленинского района Ленинградского округа.
- с 1 ноября 1928 года — в Колтушском сельсовете.
- с 1 июля 1930 года — в Колтушском сельсовете Ленинградского Пригородного района.
- с 1 августа 1936 года — в Колтушском сельсовете Всеволожского района.
- с 1 января 1939 года — в Красногорском сельсовете Всеволожского района.
- с 1 января 1954 года — включена в деревню Суоранда[23].